# Italia Assicurazioni
L'Italia Assicurazioni è stata una compagnia assicuratrice italiana con sede a Genova.

## Storia
L'Italia - Società di assicurazioni marittime, fluviali e terrestri venne fondata nel 1872 a Genova: era la prima compagnia assicuratrice moderna della città. Il capitale versato era di 1.600.000 lire; la compagnia aveva una rete di settanta agenzie nei porti del Mediterraneo, Mare del Nord, Mar Nero e Mar Rosso. Fra i soci c'erano i maggiori imprenditori genovesi, da Edilio Raggio ad Erasmo Piaggio, da Carlo Bombrini alla famiglia Bruzzo, ai Pignone.
Nel 1973 la compagnia venne quotata alla Borsa di Milano. Negli anni settanta la compagnia faceva parte del gruppo Montedison e si collocava all'undicesimo posto fra le compagnie assicuratrici italiane.
All'inizio degli anni ottanta l'Italia era diventata una delle compagnie assicuratrici del gruppo di Anna Bonomi Bolchini, insieme alla Fondiaria e alla Milano.
Nel 1984 l'Italia passò sotto il controllo della Fondiaria e successivamente cambiò il nome in "La Fondiaria Assicurazioni". Nel 1995 fu cancellata con questo nome dal listino di borsa.
L'Italia Assicurazioni è stata definitivamente incorporata dalla Milano Assicurazioni, che era anch'essa divenuta parte del gruppo Fondiaria, nel 2002.